# Andrzej Majewski
Andrzej Majewski (nascut el 12 de novembre de 1966 a Wrocław) - és un aforista, escriptor, fotògraf i guionista polonès.
Es va graduar a l'Acadèmia d'Economia i es va doctorar a la Facultat de Dret de la Universitat de Wrocław. Els seus aforismes han estat publicats en antologies d'aforística polonesa i mundial, i publicades a l'estranger. Els aforismes han estat editats en anglès, alemany, hebreu, rus, italià, grec, romanès, txec, coreà i turc. És fundador de la filial polonesa de la Sapere Aude Foundation. President de l'Associació per a l'Ecologia Nasz Wrocław (en català Breslau), és també un activista social, i organitzador de concursos i esdeveniments per a joves. És membre de l'associació Mensa International. Ha escrit articles científics sobre qüestions jurídiques i articles de divulgació sobre temes econòmics i socials. Fous subcampió del Campionat del Ral·lis del Club d'Automobilisme Polonès.

## Premis i reconeixements
Vencedor del concurs d'aforismes H. Steinhaus (1995). Menció d'honor al concurs dedicat a S.J. Lec (2000). Menció d'honor per a la sèrie de fotos "Efemeryczność Wieczności" (L'Efímer de l'Eternitat) al Concurs Internacional de Fotografia de Seül, Corea (2007). Guardonat amb la medalla d'honor al mèrit cultural (Zasłużony dla Kultury Polskiej) del Ministeri polonès de patrimoni cultural (2008). Premiat en els Premis Literaris 2012 del concurs literari internacional Naji Naaman 2012.pels valors humanístics de les seves obres. Guanyador de l'edició 2012 del Premi Internacional a l'aforisme “Torino in Sintesi”

## Treball literari i poètic
- Aforyzmy i sentencje które potrząsną światem albo i nie... . (aforismes i sentències que sacsejaran el món, o potser no ...), text d'Andrzej Majewski, il·lustracions d'Arkadiusz Bagiński, amb pròleg de Jan Miodek, Varsòvia 1999, "Książka i Wiedza", ISBN 8305130363
- Aforyzmy czyli Za przeproszeniem Magnum in parvo (Aforismes, o Magnum in parvo), text d'Andrzej Majewski, il·lustracions d'Arkadiusz Bagiński, pròleg de Jan Miodek, Varsòvia 2000, "Książka i Wiedza", ISBN 8305131041
- Adam niestrudzony wędrowiec : baśń (La faula d'Adam viatger incansable),, text d'Andrzej Majewski, il·lustracions de Marcin Giejson, amb comentaris de Jan Miodek, Stanisław Srokowski, Varsòvia 2002, Wydawnictwo Salezjańskie, ISBN 83-7201-127-3
- 102 rady dla dzieci mądrych, grzecznych i krnąbrnych (101 consells per a nens intel·ligents, bons i tossuts), Breslau, 2003 (2003)
- Aforyzmy na wszystkie okazje  (Aforismes per a cada ocasió), text d'Andrzej Majewski, amb pròleg de Jan Miodek, Varsòvia 2007, Klub dla Ciebie - Bauer-Weltbild Media, cop., ISBN 978-83-7404-673-2

## Principals exposicions fotogràfiques
- Efemeryczność Wieczności (Breslau, Museu Municipal-Ajuntament, 2004)
- Efemeryczność Wieczności (Varsòvia, Museu de la ciutat, 2005)
- Efemeryczność Wieczności (Seül, Corea 2007): les fotografies han obtingut la menció d'honor en el concurs International Photo Competition 2007 (Seül, Corea)

## Televisió
- Klub Radzika (El club de Radzik), sèrie de televisió (2006/2007): guió, direcció, cançó del títol.
- Ekonomia na co dzień (Economia per a la vida quotidiana), sèrie educativa de televisió (2007): guió.
- Ekonomia w szkole (Economia a l'escola), sèrie educativa de televisió (2007): guió.

## Exemples d'aforismes[7]
- Alkohol jest jedyną cieczą, która posiada szczególną właściwość – płynie od dołu ku górze / L'alcohol és l'únic líquid que té una propietat especial: flueix des de baix.
- Człowiek mądry to nie ten, który wie, tylko, który rozumie / Un home savi no és el que sap sinó el que entén.
- Człowiek, który dużo gada, zazwyczaj mało ma do powiedzenia / Un home que parla molt sol tenir poc a dir
- Daj człowiekowi koryto, a momentalnie zamieni się w świnię / Dona-li a un home un abeurador i es convertirà immediatament en un porc.
- Dla kogo pieniądze nie są najważniejsze nigdy nie będzie bogaty, dla kogo pieniądze są najważniejsze nigdy nie będzie szczęśliwy / Aquell per a qui els diners no són el més important mai no serà ric. Aquell per a qui els diners són el més important mai no serà feliç.
- Dla większości ludzi życie kończy się z chwilą śmierci. Dla twórców wtedy się zwykle zaczyna / Per a la majoria de la gent, la vida acaba amb la mort. Per als artistes, sol començar.
- Jeśli będziesz krzyczał, wielu cię usłyszy; jeśli będziesz mówił cicho, wielu cię zrozumie / Si critiques, molts t'escoltaran; si parles tranquil·lament, molts t'entendran.
- Jeśli mowa jest srebrem, a milczenie złotem, to słuchanie jest platyną / Si la paraula és plata i el silenci és or, escolta el platí.
- Jeżeli siłę argumentów zastępujesz argumentem siły, to znaczy, że jesteś bezsilny / Si reemplaceu la força dels arguments amb l'argument de la força, vol dir que sou impotents.
- Mężczyzna jest stworzeniem poligamicznym: pożąda równocześnie – Ewy i victorii / L'home és una criatura polígama: desitja simultàniament l'Eva i la victòria.
- Nienawiść jest jak Hydra: im więcej głów ścinasz, tym bardziej ją wzmacniasz / L'odi és com l'Hidra: com més caps talles, més el reforces
- Szkoła uczy, życie daje nauczki / L'escola ensenya, la vida dona lliçons.
- Prawdziwie dowcipni mogą być tylko ludzie, którzy nie wahają się kpić z samych siebie / Només les persones que no dubten a burlar-se de si mateixes poden ser veritablement enginyoses.
- Ranę po słowie można wyleczyć, ale blizna pozostaje / La ferida es pot guarir després de la paraula, però la cicatriu roman.